# Grand Teton
Il Grand Teton è la più alta montagna del parco nazionale del Grand Teton, in Wyoming, ed è una destinazione classica dell'alpinismo americano.

## Geografia
Il Grand Teton, con un'altitudine di 4.199 m s.l.m., è la vetta più alta della catena montuosa del Teton Range e la seconda montagna più alta dello Stato del Wyoming. È interamente compreso nel bacino idrografico del fiume Snake, il quale è alimentato da molti torrenti e ghiacciai della montagna.